# Bò Fjäll
Bò Fjäll (tiếng Thụy Điển: 'Fjällko' hay Svensk Fjällras) là một giống bò cụt sừng truyền thống của vùng núi. Giống bò nay đã bị đe dọa tuyệt chủng trong những năm 1970 và 1980, nhưng đã phục hồi sau khi một hiệp hội giống được thành lập vào năm 1995, một phần nhờ vào sự trữ tinh dịch đông lạnh. Phân tích microsatellite cho thấy nó liên quan chặt chẽ đến giống bò Bohuskulla đang bị đe dọa tuyệt chủng.:1775

## Lịch sử
Từ lâu đã có những con bò cụt sừng núi có kích thước nhỏ ở Thụy Điển. Một văn bản từ năm 1296 mô tả bò có "màu xám nhỏ, không sừng, trắng hoặc xám, thường có đốm đen".
Các giống bò Fjällras được thành lập với vị thế là một giống trong thế kỷ XIX. Một cuốn sách về giống được bắt đầu vào năm 1907.
Trong thập niên 1970 và 1980, việc lai tạo bừa bãi đã dẫn giống bò này đến tình trạng tuyệt chủng. Nhờ sự tích trữ tinh dịch đông lạnh từ những con bò đực thuần chủng Fjällras sinh ra vào giữa thế kỷ XX đã giúp tái thiết giống bò này và cho phép kích thước đàn - só lượng bò Fjäll tăng lên. Năm 1996 người ta ước tính có khoảng 400 con bò Fjällras. Trong năm 2012, tổng số lượng được báo cáo là 6836 con.
Bò Fjäll truyền thống đã chia thành hai giống phụ, Svensk Fjällras và Fjällnära Boskap.

## Sử dụng
Fjällras chủ yếu là giống bò sữa. Năng suất sữa trung bình là khoảng 5500 kg sữa; một số con bò có thể cho 11–12 000 kg. Sữa có hàm lượng chất béo cao, khoảng 4,5% và hàm lượng protein khoảng 3,6%; nó đặc biệt giàu κ-casein B và phù hợp để chế biến phô mai.